# Ambon, Morbihan
Ambon är en kommun i departementet Morbihan i regionen Bretagne i nordvästra Frankrike. Kommunen ligger i kantonen Muzillac som tillhör arrondissementet Vannes. År 2022 hade Ambon 2 091 invånare.

## Befolkningsutveckling
Antalet invånare i kommunen Ambon
| Referens: INSEE |